# Praia da Aguçadoura
A Praia da Aguçadoura é uma praia marítima da Póvoa de Varzim.
A praia é acedida pela Marginal do Cruzeiro e encontra-se entre a Praia de Paimó e a Praia da Codicheira, na freguesia da Aguçadoura. A norte desta destaca-se a Praia do Rio Alto. É em frente à Praia da Aguçadoura que está instalado o primeiro parque de energia das ondas do mundo. Parte da praia, nas zonas das dunas foram escavadas para a agricultura, nomeadamente, masseiras.

## Surf
A praia da Aguçadoura é procurada por surfistas do Norte de Portugal e Norte de Espanha, é uma zona ampla de grande qualidade para a prática do Surf. Surf apropriado durante todas as marés, com swells de Noroeste para Sudoeste, com ondas bastante consistentes que se quebram na praia, calma e sem condicionantes.